# وزارة الداخلية (الأردن)
وزارة الداخلية الأردنية هي وزارة أردنية تزامن تأسيسها مع تشكيل أول حكومة مركزية في إمارة شرق الأردن عام 1921، وارتبط اسمها على مدار العقود الماضية بعملية بناء مؤسسات الدولة الأردنية الحديثة، ومهمة حفظ الأمن والنظام العام وتوفير الخدمة المثلى للمواطنين في الحضر والريف والبادية. وواكبت وزارة الداخلية كغيرها من مؤسسات الدولة الأخرى التطور الذي شهده البلاد اجتماعياً واقتصادياً، وتفاعلت فيها الطاقات الإبداعية الأدارية والقانونية الأردنية وصولاً للشكل الأفضل للدولة الحديثة القائمة على سيادة القانون واحترام حقوق الأفراد والجماعات. واكتشبت وزارة الداخلية تسميتها في عام 1931م، وباشرت مهامها المتشعبة والواسعة بالإضافة إلى المهمة الأساسية وهي الحفاظ على الأمن والنظام العام وحماية الأرواح والممتلكات العامة والخاصة وتوفير الخدمات.

## المديريات
- دائرة المتابعة والتفتيش
- مكتب المفتش العام
- مديرية تكنولوجيا المعلومات والتحول الإلكتروني
- مديرية الشؤون القانونية
- مديرية الشؤون الأمنية والعلاقات العامة
- مديرية الشؤون الادارية والموارد البشرية وتطوير الأداء
- حقوق الإنسان
- مديرية السلامة العامة والمرورية وشؤون البيئة
- مديرية الشؤون المالية
- مديرية التنمية المحلية
- مديرية العلاقات العامة والإعلام

## بعض مهمات وزارة الداخلية
- منح الجنسية وجوازات السفر.
- منح التأشيرات وأُذونات الإقامة.
- إصدار تراخيص المحلات العامة وتراخيص مراكز تدريب السواقة.
- مراقبة سلوك الأحداث.
- تنمية المحافظات.
- تقديم الخدمات للمواطنين عن طريق الوحدات الإدارية (المحافظات، الألوية، الأقضية).
- تسهيل ايتقدام المجموعات السياحية وتشجيع الاستثمار.
- ترخيص الأحزاب السياسية.
- متابعة قضايا السلامة العامة والبيئة.

وتتولى الوزارة والأجهزية الأمنية والوحدات الإدارية التابعة لها الكثير من المهام والواجبات بواسطة العمل بموجب تشريعات تتعلق بالأمن العام والدفاع المدني قوات الدرك والأراضي والعقارات والبلديات والغرف التجارية والصناعية وإدارة أملاك الدولة وتحصيل الأموال العامة، والزراعة والمياه والتربية والتعليم والشباب والصحة العامة والمفرقعات والطرق والجيش الشعبي ومنطقة العقبة الاقتصادية الخاصة.

## دائرة الأحوال المدنية والجوازات

### الجوازات
أبدى الأمير عبد الله بن الحسين (المؤسس) في ما بعد، منذ تأسيس إمارة شرق الأردن عام 1921م حرصاً على إصدار جوازات سفر مدتها سنة واحدة لمواطني الإمارة ؛ تسهيلاً لتنقلاتهم خارج الإمارة، وتصدر بقرار منه، وقبل تأسيس الإمارة كانت جوازات السفر تصدر باسم الحكومة الهاشمية العربية، ثم أصبحت تصدر باسم حكومة الشرق العربية، حيث كانت مدة الجواز سنة واحدة، وتحدد الجهة المراد السفر إليها.
وفي عام 1927م، صدر أول قانون ينظم جوازات السفر وصرفها، وكانت دائرة الجوازات تابعة لقيادة الجيش العربي الأردني ويرأسها أحد ضباط الجيش، وفي عام 1941م، صدر قرار من مجلس الوزراء يقضي بفك ارتباط دائرة الجوازات بقيادة الجيش وربطها بوزارة الداخلية. وصدر في الأعوام 1942 و1969 و1988م قوانين لتنظيم عمليات منح جوازات السفر.

### الأحوال المدنية
حرصت الدولة الأردنية على إنشاء دائرة الأحوال المدنية ؛ لتقوم بمهمة التسجيل والإحصاء الحجيوي للمواطنين بدلاً من توزيع هذه المهمات على وزارات ودوائر رسمية أخرى مثل ؛ وزارة الصحة والداخلية والمحاكم الشرعية والإحصائات العامة، لذلك صدر قانون لتشكيل دائرة مستقلة هي دائرة الأحوال المدنية وربطها بوزير الداخلية.

### الدمج والتنظيم
بناءً على اقتراح من اللجنة الملكية للتطوير الإداري صدر عن مجلس الوزراء النظام الذي يحمل الرقم 10 (عدد) لعام 1988م، ويقضي بدمج دائرتي الأحوال المدنية والجوازات العامة في دائرةٍ واحدةٍ هي دائرة الأحوال المدنية والجوازات وتم بموجبه تعيين مساعدين للمدير العام أحدهما لشؤون الجوازات، والثاني لشؤون الاحوال المدنية.
وارتبطت الأمور القانونية والمالية والفنية والسفارات والقنصليات بمساعدة المدير لشؤون الجوازات، بينما ارتبطت الأمور الإدارية والمكاتب في المحافظات، والحاسب الآلي بمساعدة المدير لشؤون الاحوال. وتبعاً لضرورة العمل وتطويره تم إدخال تعديلات جوهرية على الهيكل التنظيمي والإدارات، كما تم ربط المكاتب جميعها مع الحاسب المركزي في عمان.

### مهام وواجبات الدائرة
- تسجيل الوقائع الحيوية (الولادة والوفاة والزواج والطلاق) للأردنيين أينما حدثت، وإصدار الشهادة الخاصة لكل منها.
- تسجيل وقائع الولادة والوفاة للأجانب إذا حدثت على أراضي المملكة، ووقائع الزواج والطلاق إذا كان أحد طرفي الواقعة أردني الجنسية وإصدار الشهادة الخاصة لكل منهما.
- صرف جواز السفر العادي وتجديده.
- توفير المعلومات والإحصائات المختلفة المتعلقة بأعمالها ؛ ليستفيد منها المخططون والدارسون.
- تسجيل الناخبين وإعداد الجداول الانتخابية.

## الوزراء
| الصورة        | الاسم (مواليد–وفاة)              | فترة شغل المنصب      | فترة شغل المنصب      | فترة شغل المنصب  | الحزب         | الحزب         | الحكومة            | ملاحظات       |
| الصورة        | الاسم (مواليد–وفاة)              | تولى المنصب          | غادر المنصب          | المدة            | الحزب         | الحزب         | الحكومة            | ملاحظات       |
| وزير الداخلية | وزير الداخلية                    | وزير الداخلية        | وزير الداخلية        | وزير الداخلية    | وزير الداخلية | وزير الداخلية | وزير الداخلية      | وزير الداخلية |
| ------------- | -------------------------------- | -------------------- | -------------------- | ---------------- | ------------- | ------------- | ------------------ | ------------- |
|               | الاسم (0000–0000)                | 01 شهر 0000          | 01 شهر 0000          | 1 سنة و31 أيام   |               | مستقل         | الحكومة            |               |
|               | الاسم (0000–0000)                | 01 شهر 0000          | 01 شهر 0000          | 1 سنة و31 أيام   |               | مستقل         | الحكومة            |               |
|               | الاسم (0000–0000)                | 01 شهر 0000          | 01 شهر 0000          | 1 سنة و31 أيام   |               | مستقل         | الحكومة            |               |
|               | الاسم (0000–0000)                | 01 شهر 0000          | 01 شهر 0000          | 1 سنة و31 أيام   |               | مستقل         | الحكومة            |               |
|               | سلامة حماد (1944–)               | 9 أيار 2019          | 12 تشرين الأول 2020  | 1 سنة و156 أيام  |               | مستقل         | حكومة عمر الرزاز   |               |
|               | توفيق الحلالمة (1955–)           | 12 تشرين الأول 2020  | 12 تشرين الثاني 2020 | 31 أيام          |               | مستقل         | حكومة بشر الخصاونة |               |
|               | بسام التلهوني (1964–) (بالوكالة) | 12 تشرين الثاني 2020 | 2 كانون الأول 2020   | 20 أيام          |               | مستقل         | حكومة بشر الخصاونة |               |
|               | سمير المبيضين (1958–)            | 2 كانون الأول 2020   | 28 شباط 2021         | 88 أيام          |               | مستقل         | حكومة بشر الخصاونة |               |
|               | توفيق كريشان (1947–) (بالوكالة)  | 28 شباط 2021         | 7 آذار 2021          | 7 أيام           |               | مستقل         | حكومة بشر الخصاونة |               |
|               | مازن الفراية (1969–)             | 7 آذار 2021          | في المنصب            | 4 سنوات و14 أيام |               | مستقل         | حكومة بشر الخصاونة |               |